# パシフィック・ジャズ・レコード
パシフィック・ジャズ・レコード（Pacific Jazz Records）は、1952年にリチャード・ボックとドラマーのロイ・ハートによりロサンゼルスに設立された、ジャズ・レコード・レーベル。クール・ジャズ/ウェストコースト・ジャズのレーベルとして知られる。
ジェリー・マリガンやチェット・ベイカー、バド・シャンク、ジェラルド・ウィルソン等がこのレーベルに所属していた。ジョー・サンプル等によるザ・クルセイダーズの前身のジャズ・クルセイダーズも初期は所属していた。
1957年、ワールド・パシフィック・レコードと名を変えて、その活動はしばらく継続した。最終的には、1965年にリバティ・レコードに売却された後、ユナイテッド・アーティスツ・レコードに合併されて1971年に活動停止。1979年にEMIが買収し所有権を持つこととなる。
現在は、EMI傘下のブルーノート・レコードがカタログをもっており、リイシューを行っている。

## サブ・レーベル（傍系レーベル）
- パシフィカ (Pacifica)（消滅）